# Duel au couteau
Pour plus de détails, voir Fiche technique et Distribution.
Duel au couteau (I coltelli del vendicatore) est un film de cape et d'épée italien réalisé par Leopoldo Savona et Mario Bava, sorti en 1966.

## Synopsis
Sur une plage, une femme nommée Karen et son fils Moki interrogent une sorcière sur leur sort. On lui répond que son mari Harald n'est pas mort et qu'il arrivera avant l'hiver, mais qu'un grand danger les guette : elle les invite donc à fuir. En effet, le perfide Hagen, convaincu de la mort du roi Harald, est à leurs trousses. Peu après, Hagen vient trouver la sorcière et lui demande où se cache Karen. La sorcière ne le lui dit pas, mais lui prédit sa mort et lui annonce que ceux qui le tueront sont déjà en route. Dans la maison de Karen, un étranger arrive et lui demande l'hospitalité, mais elle refuse. Peu après, les hommes de Hagen arrivent et veulent la capturer, mais l'étranger revient sur ses pas et les tue. Grâce à cela, il reste avec eux et apprend à Moki le tir à l'arc et le lancer de couteaux. Bientôt, l'étranger demande à Karen pourquoi elle vit là toute seule et elle lui explique tout, mais lorsqu'elle lui dit qu'elle est la femme d'Harald, il devient nerveux.
Tout commence le jour de leur mariage, lorsque Hagen arrive avec les têtes coupées de deux ennemis ; il s'avère cependant qu'il a tué des alliés qui étaient des sujets d'Ator. Le roi le maudit et demande à Hagen de partir ; Ator se venge et passe le village au fil de l'épée. En réalité, l'étranger qui s'est présenté chez Karen n'est autre qu'Ator, qui recherche le véritable traître, Hagen. Or, Harald a lui aussi maudit Ator après le siège du village. Trois des hommes de Hagen se rendent chez Karen, lui disant que leur chef la veut en mariage, mais Ator sauve une fois de plus la situation. Les trois hommes impressionnés par Ator racontent tout à Hagen, qui tue l'un d'entre eux. Ator descend au village et, dans l'auberge, se dispute avec les hommes de Hagen ; au cours de la bagarre, l'un des hommes de main voit un tatouage représentant le disque du soleil. Lorsqu'il raconte ce détail à Hagen, ce dernier comprend qu'il s'agit d'Ator.
Quelques jours plus tard, Ator revient à l'auberge et trouve Hagen. Il lui dit qu'il l'attend depuis douze ans et, au cours du combat, il lui assène un coup de couteau dans la poitrine, mais Hagen a revêtu une cuirasse et se sauve en se dispersant dans la nuit. Entre-temps, Harald est revenu sain et sauf et, arrivant à l'auberge, il apprend que Hagen désire devenir roi et trouve Ator. Ce dernier veut tout lui expliquer mais Harald n'entend pas raison et ils commencent à se battre ; Ator gagne mais ne le tue pas et Karen les prévient que Moki a été enlevé. Ator part seul et Karen explique tout à Harald, qui part lui aussi à sa recherche. Harald retrouve Moki, mais Hagen arrive et lui demande de faire retrouver avant le coucher du soleil un navire avec une cargaison d'or égale au poids de son fils s'il veut le revoir vivant. Entre-temps, Ator est également arrivé dans la grotte où le garçon est emprisonné et, grâce à l'imprudence de Hagen, Moki parvient à se libérer et Ator tue le terrible Hagen à coups de couteau. Moki peut ainsi retrouver son père, tandis qu'Ator s'en va de son côté.

## Fiche technique
- Titre français : Duel au couteau ou La Vengeance du viking ou Les Sept Couteaux du vengeur
- Titre original : I coltelli del vendicatore
- Réalisation : Mario Bava, Leopoldo Savona
- Scénario : Mario Bava (sous le pseudonyme de John Hold), Alberto Liberati et Giorgio Simonelli
- Photographie : Antonio Rinaldi
- Montage : Otello Colangeli
- Musique : Marcello Giombini
- Décors : Piero Filippone
- Costumes : Giorgio Desideri
- Production : Pasquale Tagliaferri, Saro Patanè
- Société de production : Sider Film
- Société de distribution : Indipendenti Regionali (Italie) ; Carlotta Films (France)
- Pays de production :  Italie
- Langue originale : italien
- Format : Couleur (Techniscope) - Son mono - 2,35:1 - Format 35 mm
- Genre : Film de cape et d'épée
- Durée : 85 minutes
- Dates de sortie :
  - Italie : 30 mai 1966
  - France : 7 décembre 1966, puis ressortie en version restaurée le 24 juin 2009

## Distribution
- Cameron Mitchell  (VF : René Arrieu ) : Ator
- Fausto Tozzi : Hagen
- Giacomo Rossi-Stuart  (VF : Michel Gudin) : Harald
- Elissa Pichelli (sous le nom de « Lissa ») : Karen
- Luciano Pollentin : Moki
- Amedeo Trilli (sous le nom de « Mike Moore ») : Roi des Vikings
- Renato Terra : partisan de Hagen
- Sergio Cortona : partisan de Hagen
- ?[1] : Shuna, la sorcière

## Production
La tournage du film connu sous le titre de travail Helmut il solitario commence le 3 décembre 1965 sous l'égide du réalisateur Leopoldo Savona. Après quelques jours, les producteurs appellent Mario Bava pour remplacer Savona au pied levé, qu'ils jugent trop inexpérimenté. Bava décide de garder qu'une petite partie des épreuves tournées par Savona, de réécrire partiellement le scénario et de le tourner en une semaine, avant le 14 février 1966,. Mario Bava venait de perdre sa mère, morte après une longue bataille contre un cancer, et selon le biographie Tim Lucas, « Compte tenu du sentiment personnel de deuil et de perte qu'il a ressenti à la suite de [la mort de sa mère], il n'est pas surprenant que le film suivant de Mario Bava se soit avéré être une œuvre inhabituellement humaniste et chaleureuse sur la nostalgie d'un vagabond vieillissant et solitaire pour les conforts perdus de la maison et de la famille ».
Duel au couteau fait référence aux péplums italiens, aux Sept Samouraïs (1954) d'Akira Kurosawa et surtout au western américain L'Homme des vallées perdues (1953) de George Stevens. Selon Cameron Mitchell, « Si vous pouviez visionner Duel au couteau scène par scène, vous pourriez probablement trouver des scènes semblables à chacune d'entre elles dans L'Homme des vallées perdues. Par exemple, lorsque le méchant arrive, nous avons également montré un chien qui s'enfuit. La seule différence entre les deux films est que Duel au couteau a coûté un dollar cinquante et que L'Homme des vallées perdues a dépassé son budget de deux millions de dollars ».

## Accueil critique
Selon Tim Lucas, Duel au couteau est le meilleur western de Bava, même s'il n'est pas à proprement parler un western. Le critique Byro du magazine américain Variety a déclaré que le film était « une véritable surprise : un conte viking passionnant et magnifiquement conçu par le pseudonyme Mario Bava. Seuls le scénario et les acteurs font de ce film un petit film - mais c'est un petit film de premier ordre ».